# Haplomunna caeca
Haplomunna caeca is een pissebed uit de familie Haplomunnidae. De wetenschappelijke naam van de soort is voor het eerst geldig gepubliceerd in 1905 door Richardson.